# Пристанский (рабочий посёлок)
Пристанский (Нукус) (Каракалпак. Пристанский, Pristanskiy) — это бывший поселок, подчинённый Нукусскому городскому совету, а ныне разделён на сход граждан Ак жагыс, Саманбай, Анасай, Амударья. Расположен на западной части города. С запада граничит рекой Амударья, с востока каналом Анасай (Каттагар).

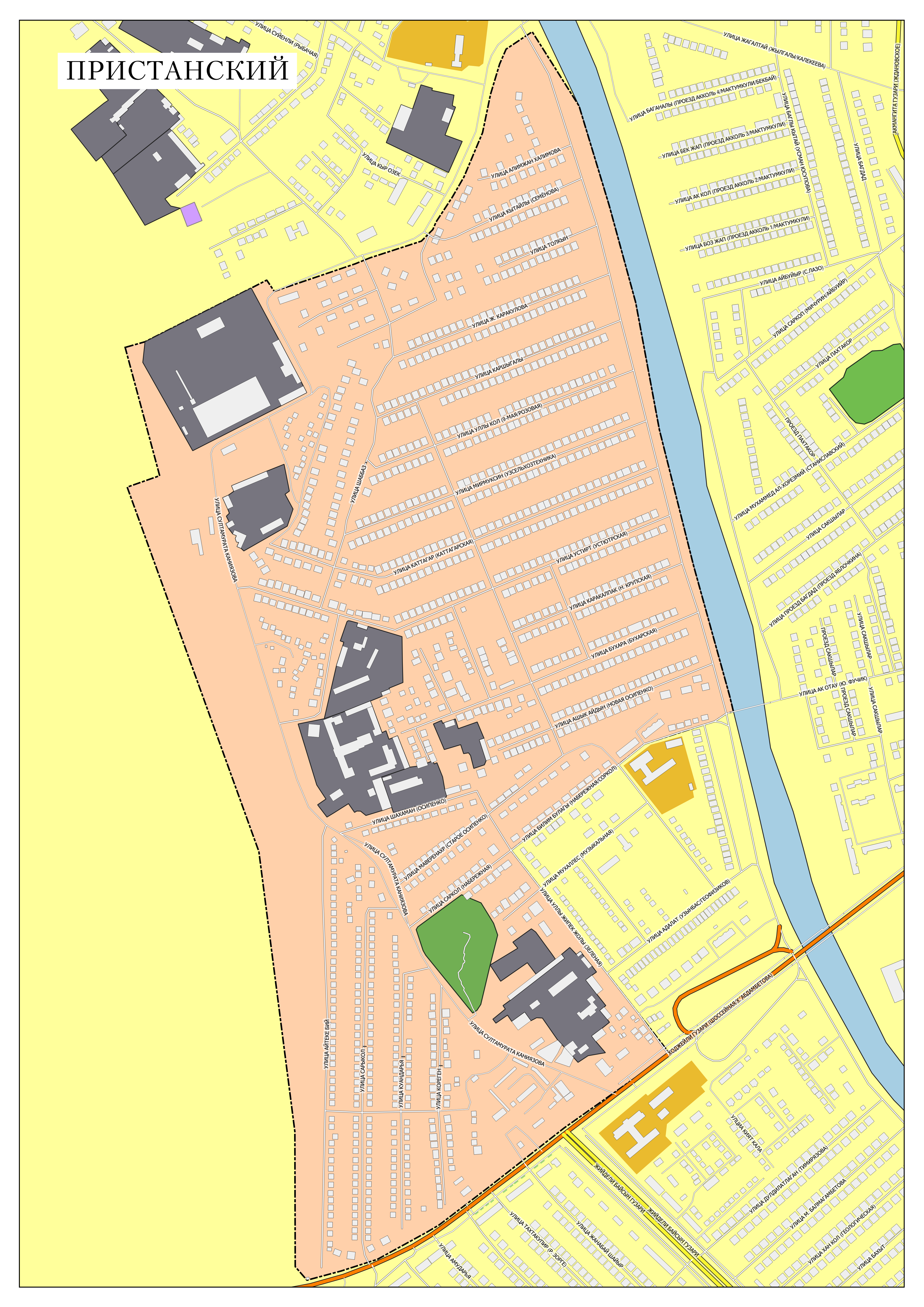
Карта пос. Пристанский (Нукус)

## История
В 1958 года населенные пункты Кыз-Кеткен и при пристани Нукус объединены в рабочий посёлкок Пристанский.
В 2000-х годах включено в границы города Нукуса, одновременно с Кызкеткен.
По переписи 1989 года население составлял 13 062.

## Транспорт
С юга проходит трасса E40
До строительства моста над рекой Амударья, между Нукусом (Пристанский) и Ходжейли (Водник) существовал понтонный мост.

## Промышленность
ООО «Нукус лакрица», АО «НУКУС ВИНОЗАВОДЫ», АО «Устюртский Геофизический Экспедиция», бывш. Каттагарский завод ЖБИ.

## Население
| Год                     | 1989   | 2002   |
| ----------------------- | ------ | ------ |
| Население, тыс. жителей | 13 062 | 15 700 |